# Feliks Pendelski

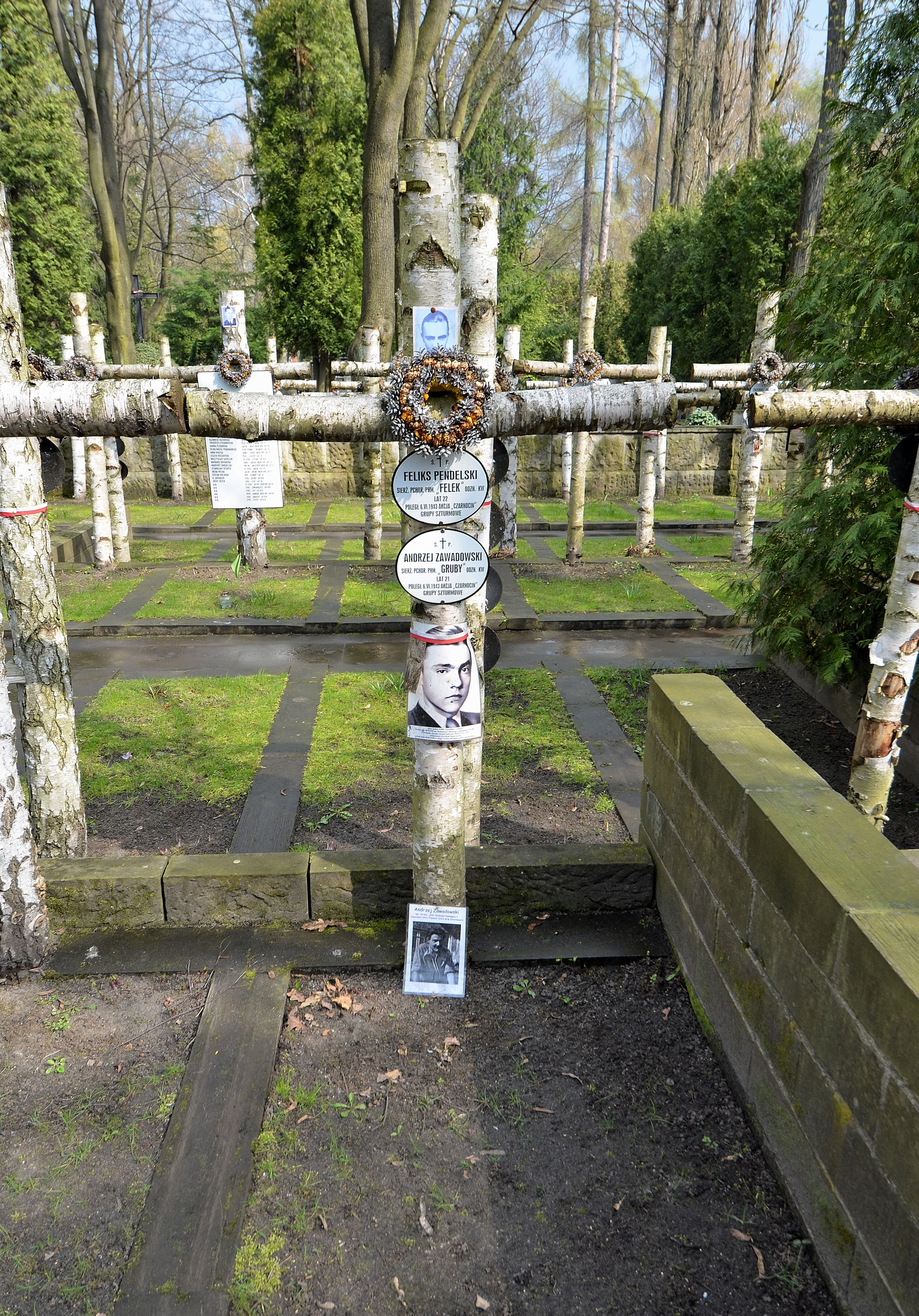
Grób Feliksa Pendelskiego i Andrzeja Zawadowskiego na warszawskim Cmentarzu Wojskowym na Powązkach

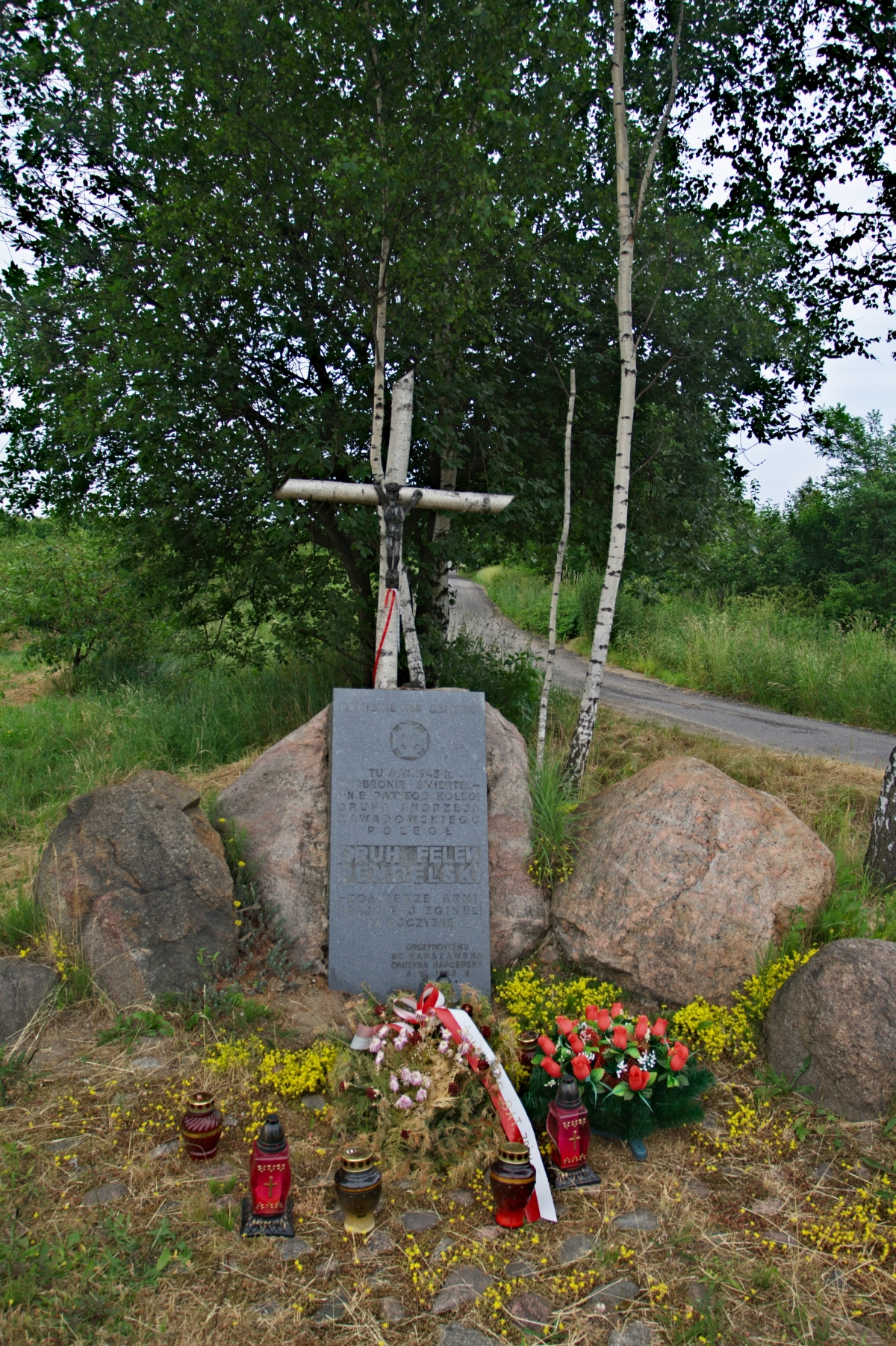
Upamiętnienie w miejscu śmierci Feliksa Pendelskiego

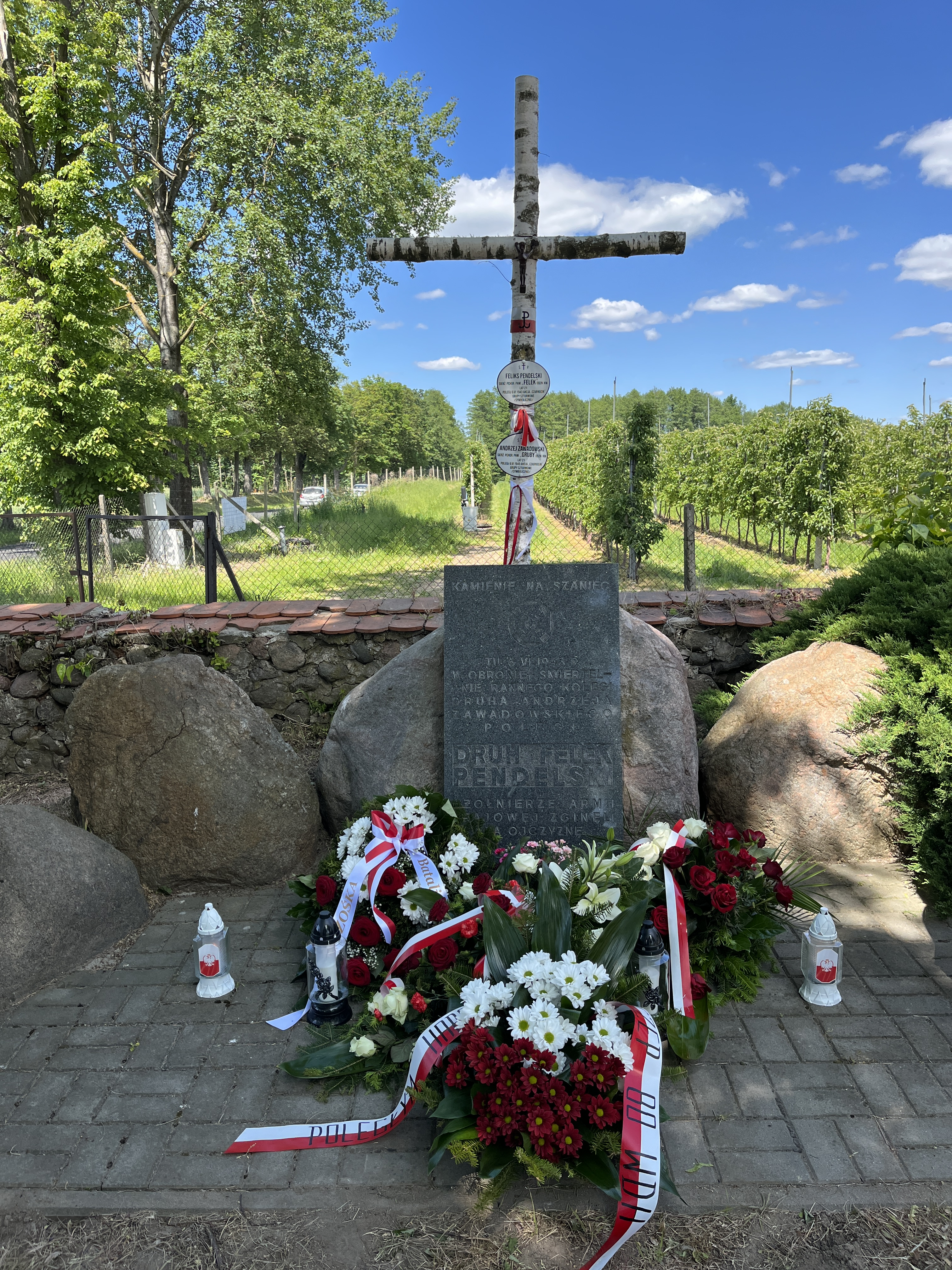
Tablica pamięci Feliksa Pendelskiego po przeniesieniu na cmentarz w Chojnacie

Feliks Pendelski ps. „Felek” (ur. 20 listopada 1921 w Warszawie, zm. 6 czerwca 1943 pod Wolą Pękoszewską) – podharcmistrz, sierżant podchorąży, członek Szarych Szeregów.

## Życiorys
Urodził się w niezamożnej warszawskiej rodzinie, ojciec był woźnym i magazynierem w Bibliotece Publicznej m. st. Warszawy przy ul. Koszykowej, gdzie w oficynie mieściło się mieszkanie rodziny.
Ukończył III Gimnazjum Miejskie Męskie im. Śniadeckich w Warszawie, w czasie okupacji był uczniem Szkoły Wawelberga, studiował inżynierię na tajnej Politechnice Warszawskiej.
W III Gimnazjum wstąpił do powstałej w szkole w 1934 roku 80 Warszawskiej Drużyny Harcerzy, gdzie pełnił funkcję zastępowego i przybocznego. W 1939 roku wziął udział w kursie podharcmistrzowskim „Wigry”, uzyskując stopień podharcmistrza. Od września 1939 pełnił obowiązki drużynowego działającej w konspiracji 80 Warszawskiej Drużyny Harcerzy im. Bolesława Chrobrego, początkowo pod kryptonimem MG-30 (Mokotów Górny, 3 drużyna), potem CR-200 (Centrum, 2 drużyna).
Jeden z czołowych przywódców Szarych Szeregów, zastępca komendanta Hufca Warszawa-Centrum Grup Szturmowych Jana Bytnara, po jego śmierci w kwietniu 1943 został hufcowym. Uczestnik trzech akcji bojowych: pod Arsenałem, pod Celestynowem i pod Czarnocinem.
Zginął broniąc śmiertelnie rannego kolegi, phm. sierż. pchor. Andrzeja Zawadowskiego (pseudonim „Gruby”), podczas odwrotu z akcji pod Czarnocinem 6 czerwca 1943 roku, u zbiegu dróg prowadzących z Chojnaty, Kowies i Woli Pękoszewskiej.
Został pochowany wraz z Zawadowskim przez miejscowych rolników w przydrożnym grobie. Po wojnie ich ciała ekshumowano i 19 kwietnia 1946 złożono we wspólnym grobie w kwaterze Batalionu „Zośka” na Cmentarzu Wojskowym na Powązkach w Warszawie (kwatera A20-6-10).
Pośmiertnie odznaczony Krzyżem Walecznych.

## Upamiętnienie
Jego bohaterską walkę uwiecznił Aleksander Kamiński w rozdziale „Czarnocin” książki Kamienie na szaniec. Jego imię przyjęła jedna z kompanii, a następnie składający się w dużej części z przyjaciół z 80 WDH pluton, wchodzący w skład kompanii „Rudy” batalionu „Zośka” AK. Pluton „Felek” przeszedł cały szlak bojowy batalionu.
Jego pamięć podtrzymuje m.in. 6 DH „Wszędobylska” z Hufca ZHP w Myśliborzu, współtworząc Ruch Programowo-Metodyczny ZHP „Wspólnota Felkowa”.
W pobliżu miejsca śmierci „Felka” byli harcerze 80 WDH ufundowali w latach 80. tablicę pamiątkową, umiejscowioną przy trasie katowickiej przy skręcie na Kowiesy i Wolę Pękoszewską. W październiku 2009 roku ze względu na planowaną przebudowę trasy katowickiej, tablica została przeniesiona na pobliski cmentarz komunalny w Chojnacie.